# شهرستان جیاولینگ
شهرستان جیاولینگ (به لاتین: Jiaoling County) یک منطقهٔ مسکونی در چین است که در ماوژوا واقع شده‌است.